# Corticomis marmorea
Corticomis marmorea is een vlinder uit de familie van de Anthelidae. De wetenschappelijke naam van de soort is voor het eerst geldig gepubliceerd in 1924 door Van Eecke.